# Лопатинська Філомена Миколаївна
Філоме́на (Филимона) Микола́ївна Кравчук, у шлюбі Лопати́нська, сценічне до 1893 — Кравчуківна (15 жовтня 1873, Чернівці — 26 березня 1940, Одеса) — українська оперна співачка (сопрано) й акторка.

## Життєпис
Народилась 15 жовтня 1873 року в Чернівцях у сім'ї дрібного урядовця, де й провела дитинство. Сестра Людмила теж оперна співачка та режисерка.
У 1888–1890 роках співала в чернівецькому студентському хорі під керівництвом С. Смаль-Стоцького, у якого брала перші уроки співу. Першими вчителями сцени Лопатинської Філомени були Кость Підвисоцький і Степан Янович, батько Леся Курбаса. Над постановкою її голосу працював диригент театру Франц Доліста, також упродовж 3 років вона брала уроки співу в актора, директора Львівського театру Володислава Баронча, який створив тип акторського конферансьє. У 1890 вступила до мандрівного українського Театру товариства «Руська бесіда», дебютувала в ролі Оксани («Різдвяна ніч» М. В. Лисенка), грала в драмах та оперетах.
У 1904 році закінчила Львівську консерваторію, де співу вчилася у класах професора В. Баронча і В. Висоцького. Згодом стажувалася у Віденській консерваторії задля вдосконалення співу німецькою мовою. Від 1896 до 1914 рр.(з перервами) співала на сценах польських та німецьких опер у Львові та Чернівцях.
У 1898 році разом з чоловіком, актором Л. Лопатинським покидає трупу. Запрошена у Львів до польської оперети. Як солістка вона там виступала впродовж 15 років.
У 1912 році Лопатинська полишає польську оперу у Львові й переходить до української трупи Й. Стадника.
В 1915–1916 роках перебуває в складі трупи «Тернопільські Театральні Вечори» під керівництвомЛеся Курбаса. Філомена грає в «Циганці Азі» Старицького, «Наталці Полтавці» І. Котляревського. Виконує вокальні твори на слова І. Франка, арії з опер «Кармен», «Галька», «Запорожець за Дунаєм», польські народні пісні.
У 1916—1918 роках працювала в Києві в «Товаристві Українських Акторів» з П. Саксаганським та М. Заньковецькою, з якими виступала в Києві, Одесі, Миколаїві, Херсоні, Олександрівську (нині Запоріжжя), Кременчуці (нині Полтав. обл.), Полтаві.
Від 1919 по 1923 рр. працювала у мандрівній трупі В. Коссака, Українському театрі Катерини Рубчакової (Чернівці) та в інших західноукраїнських мистецьких колективах в галицьких і буковинських українських трупах. Грала в драмах, комедіях, оперетах.
У 1921–1922 рр. працювала в Українському пересувному драматичному театрі у Східній Галичині під керівництвом І. Когутяка. Востаннє Філомена Лопатинська виступала для чернівчан на Шевченківському концерті, який влаштувало товариство «Буковинський кобзар». Виконувала: «Вечір», «Ой одна я, одна» та «Фінал» Д. Січинського. 
Через прогресуючу глухоту назавжди залишила сцену в 1924 році. У середині 1920-х виїхала у Харків до свого сина Фавста, який працював режисером театрів (з 1922 р. театру «Березіль») та кіно (з 1926 року).
Після страти сина (за «контрреволюційну діяльність») повернулася до Одеси. Померла в будинку для літніх інтелігентів в Одесі. Похована на Одеському кладовищі, але могила не збереглася.

## Творчість
До репертуару Філомени Лопатинської входило понад 40 партій світової та української оперної класики, української та польської народної пісні солоспіви М. Лисенка, С. П. Людкевича, Я. Ярославенка, В. Заремби, А. Вахнянина, С. Гулака-Артемовського та ін. На оперній сцені вона виконувала десятки головних партій у видатних творах європейської класики:
- «Паяци» Р. Леонкавалло;

- «Євгеній Онєгін» П. Чайковського;

- «Кармен» Ж. Бізе;

- «Фауст» Ш. Гуно;

- «Дж. Галька» С. Монюшко"

- «Бал-маскарад», «Аїда», «Травіата» Дж. Верді;

- «Богема», «Тоска», «Мадам Баттерфляй (Чіо-Чіо-сан)» Дж. Пуччіні;

- «Жидівка» Ф. Галеві.

Найкращі ролі й партії. : Оксана («Запорожець за Дунаєм» С. Гулака-Артемовського), Наталка, Оксана, Ганна («Наталка Полтавка І. Котляревського — М. Лисенка)», «Різдвяна ніч», «Утоплена» Миколи Лисенка), Катерина («Катерина» Миколи Аркаса), Роксолана («Роксоляна» Дениса Січинського).
Дідона («Еней на мандрівці» Я. Лопатинського), Марта («Бабинська республіка» М. Солтиса), Тетяна («Євгеній Онєгін» П. Чайковського, українською мовою), Рахиль («Жидівка» Ф. Галеві, німецькою та українською мовами), Аїда, Віолетта, Амелія («Аїда», «Травіата», «Бал-маскарад» Дж. Верді), Марійка, Анулька («Продана наречена», «Поцілунок» Б. Сметани), Марґарита («Фауст» Ш. Ґуно, нім. і укр. мовами), Мікаела («Кармен» Ж. Бізе), Тоска, Мімі, Баттерфляй («Тоска», «Богема», «Мадам Баттерфляй» Дж. Пуччіні), Стелла («Паяци» Р. Леонкавалло), Сантуцца («Сільська честь» П. Масканьї), Суламіт («Цариця Савська» К. Ґольдмарка).
Філомена Лопатинська відома як камерна співачка, зокрема виконувала романси М. В. Лисенка на слова Т. Г. Шевченка.

## Преса
Преса завжди високо цінила талант співачки та гарно відгукувалася про її виступи.
|  | До свого чистого і сильного сопрано, що напрочуд мило звучить у високих позиціях, артистка має добру техніку і виразну дикцію. Але що особливо подобається, так це її гра: вистудійована в кожній подробиці, вся повна руху і життя. Газета «Буковина» від 23 квітня 1908 р.. |

## Записи на грамплатівках
Ф. Лопатинська мала записи на грамплатівках. У 1907 у Львові, а в наступні роки у Варшаві на фірмі «Зонофон» були записані на платівки виступи співачки (зокрема, фрагменти із «Запорожця за Дунаєм» та дует з чоловіком Л. Лопатинським — у творі М.Лисенка «Коли розлучаються двоє»).